# العلاقات الكازاخستانية الميكرونيسية
العلاقات الكازاخستانية الميكرونيسية هي العلاقات الثنائية التي تجمع بين كازاخستان وولايات ميكرونيسيا المتحدة.

## مقارنة بين البلدين
هذه مقارنة عامة ومرجعية للدولتين:
| وجه المقارنة                                              | كازاخستان                      | ولايات ميكرونيسيا المتحدة |
| --------------------------------------------------------- | ------------------------------ | ------------------------- |
| المساحة (كم2)                                             | 2.72 مليون                     | 702                       |
| عدد السكان (نسمة)                                         | 17.95 مليون                    | 105.54 ألف                |
| الكثافة السكانية (ن./كم²)                                 | 6.6                            | 15.03 ألف                 |
| العاصمة                                                   | نور سلطان                      | باليكير                   |
| اللغة الرسمية                                             | اللغة القازاقية، اللغة الروسية | لغة إنجليزية              |
| العملة                                                    | تينغ كازاخستاني                | دولار أمريكي              |
| الناتج المحلي الإجمالي (بليون دولار)                      | 159.41 مليار                   | 336.43 مليون              |
| الناتج المحلي الإجمالي (تعادل القوة الشرائية) بليون دولار | 439.39 مليار                   | 365.27 مليون              |
| الناتج المحلي الإجمالي الاسمي للفرد دولار أمريكي          | 10.51 ألف                      | 3.02 ألف                  |
| الناتج المحلي الإجمالي للفرد دولار أمريكي                 | 24.23 ألف                      |                           |
| مؤشر التنمية البشرية                                      | 0.788                          | 0.640                     |
| رمز المكالمات الدولي                                      | +7                             | +691                      |
| رمز الإنترنت                                              | .kz، .қаз ‏                     | .fm                       |
| المنطقة الزمنية                                           | ت ع م+05:00، ت ع م+06:00       |                           |

## منظمات دولية مشتركة
يشترك البلدان في عضوية مجموعة من المنظمات الدولية، منها:
| علم المنظمة | اسم المنظمة                               | تاريخ انضمام كازاخستان | تاريخ انضمام ولايات ميكرونيسيا المتحدة |
| ----------- | ----------------------------------------- | ---------------------- | -------------------------------------- |
|             | البنك الدولي للإنشاء والتعمير             | 23 يوليو 1992          | 24 يونيو 1993                          |
|             | بنك التنمية الآسيوي                       | 1994                   | 1990                                   |
|             | يونسكو                                    | 22 مايو 1992           | 19 أكتوبر 1999                         |
|             | وكالة ضمان الاستثمار متعدد الأطراف        | 12 أغسطس 1993          | 11 أغسطس 1993                          |
|             | الاتحاد الدولي للاتصالات                  | 23 فبراير 1993         | 18 مارس 1993                           |
|             | مؤسسة التمويل الدولية                     | 30 سبتمبر 1993         | 24 يونيو 1993                          |
|             | الأمم المتحدة                             | 2 مارس 1992            | 17 سبتمبر 1991                         |
|             | مؤسسة التنمية الدولية                     | 23 يوليو 1992          | 24 يونيو 1993                          |
|             | منظمة حظر الأسلحة الكيميائية              | ?                      | ?                                      |
|             | المركز الدولي لتسوية المنازعات الاستشارية | 21 أكتوبر 2000         | 24 يوليو 1993                          |

## وصلات خارجية
- موقع وزارة الخارجية الكازاخستانية